# ボクの番台さん
『ボクの番台さん』（ボクのばんだいさん）は、あずまゆきによる日本の漫画作品。
『comicキャンドール』（実業之日本社）にて連載された。単行本は全4巻。『comicキャンドール』創刊5周年記念号では完結作品であったにもかかわらず表紙を飾った。

## あらすじ
大学受験に失敗した主人公望月恋太は、下町の銭湯「花乃湯」に下宿して予備校に通う。この銭湯は若い女主人万代桜子がひとりで切り盛りしていた。高校卒業とともに銭湯を経営していた桜子は、恋愛に対しても奥手で、恋太もまた同様に奥手である。性に対してオープンな常連客のアンや、桜子の妹である華稜院楓子、大学のサークルメンバーの応援、時には妨害によって、ふたりの距離は少しずつ近づいていく。

## 登場人物
望月 恋太（もちづき れんた）
主人公。大学浪人1年目。連載開始時で19歳。次男。志望する大学入試で、解答は99%正答のものの解答欄がひとつずつずれてしまったために不合格となり、恥ずかしさのあまり、春先に親元を離れて花乃湯の離れに住み込みで働くようになる。主人の桜子に好意を抱くようになる。誠実であるが、恋愛には奥手で押しが弱く、桜子一筋ではあるが楓子やアンの誘惑に翻弄されることもしばしば。桜子とは2人きりの温泉旅行を通じて結ばれた。
万代 桜子（ばんだい さくらこ）
ヒロイン。恋太より銭湯「花乃湯」をひとりで切り盛りする女主人。連載開始時で22歳だが実年齢より若く見える。もともと楓子と姉妹だったが、両親が小さい頃に亡くなった際に妹の楓子は母方の華稜院家に、姉の桜子は父方の万代家に引き取られた。万代の祖父母が実質的な両親であるが、祖父は桜子が小学校の頃に死去、祖母も桜子が高校を卒業する歳に亡くなり、合格していた名門大学の入学を諦め花乃湯を継ぐことになる。恋太よりもさらに恋愛に奥手。運転免許は持っているが教習所以来運転したことのないペーパードライバー。強い酒を飲むとキャラが変わり、勝手に脱ぎだしたり、裸のまま夜風に当たったりする。恋太から好意を抱かれ、自身も彼を意識し始めるようになり、互いに両想いとなった。
作者の後の作品である「かみingど〜る」に1話だけカメオ出演している。
華稜院 楓子（かりょういん かえでこ）
桜子の実の妹。顔つきは姉妹の母に瓜二つ。連載開始時で21歳。予備校の政治経済の教師で本職は企画会社の社長だが、どちらも暇つぶしでやっているようである。桜子が若く見えるため、姉よりも年上に見える。両親との死別後に引き取られた華稜院家では厳しく躾けられていたため、自由奔放に育った桜子に対してあまり良い思いを抱いていない。そのため、桜子の持つものを奪いたくなることが多く恋太に対して猛烈な性的アプローチをする。義理の兄である俊哉と高級マンションの10階で同居し、教師を退職した上で恋太と同時に同じ大学に入学する。
アン
桜子の親友で花乃湯の常連客。国籍不明だが関西弁を流暢に話し情にもろい。看護学校「ナイチンゲール看護学校」の生徒で花乃湯に近い女子寮「天使の巣」に住んでいる。千夏とはルームメイト。性に対してオープンで、セックスフレンドが何人もおり、寮の部屋に遊びに来させている。しかし、繊細なところもあり彼女のいる相手とは行為に及ばず、また来るべき本当の恋人のために女磨きを欠かさない。恋太のことは「ラブ」と呼んでいる。
千夏（ちか）
桜子の親友で花乃湯の常連客。アンと看護学校の同級生、ルームメイトで行動をほぼ共にしている。寡黙で作中一言も話さないが、それがアンとのよい対比を生んでいる。アンほど性に対してオープンではないが男性に裸を見せることに抵抗はなく、アンと共謀して恋太に性的なちょっかいをかけることが多い。セックスには興味はないが生殖器や精液に非常に興味があり、手コキの技はアンのセフレをもって「秘技」と言わしめるほどである。貧乳。
歌籐 ありさ（かとう ありさ）
恋太と同じ大学に通う2回生。恋太と同い年。恋人のいない人達が集まって遊ぶサークル「ひとりもの同好会」副会長で恋太と楓子を入会させる。銭湯は花乃湯に入るまで経験が無く、桜子と意気投合し「ひとりもの同好会」に入会させ、花乃湯を溜まり場とするようになる。
奈良 友香（なら ゆうか）
恋太と同じ大学に通う2回生。恋太と同い年でありさと同級生。趣味は読書で小説も書いて投稿している。本人も「うわばみ」と自称するほど酒に強い。
大林 伊助（おおばやし いすけ）
恋太と同じ大学に通う3回生。恋太よりひとつ上。本人いわく趣味らしい趣味は特にないフツーの人。新歓コンパで楓子に一目惚れし、後々まで追いかけ続け、楓子も適当にあしらうようになっている。実家は魚屋で金曜日の特売日は手伝いのため帰っている。
柳 静香（やなぎ しずか）
恋太と同じ大学に通う学生。「ひとりもの同好会」会長だが現在は恋人がいるため休会中。ありさとは中学の頃からの知り合いで、片思いをされていた。ありさが静香への想いを振り切るために紹介した慎吾と交際をするが、慎吾は他にも女がいることや倒錯的な性癖があることからありさは後悔している。しかし、それでも静香は慎吾のことを愛している。
華稜院 俊哉（かりょういん としや）
楓子の義理の兄で桜子とは従兄弟。若き実業家でリゾートホテルチェーン「エルパシフィック」の支配人を務める。同ホテルは俊哉の祖父母が創ったもので、俊哉の両親の代で経営が傾きかけたものの俊哉と楓子の二人三脚で立て直している。従業員は楓子のこともよく知っているようで、顔パスで繁忙期のVIPルームを「ひとりもの同好会」メンバーに無料で使わせたり、露天風呂を貸しきりにしたりなどの便宜を図る。楓子の出生についてもよく理解しており、桜子、恋太に対しても出来る限り力になりたいと思っているが、当の楓子には義理の兄で身体の関係程度、正直鬱陶しいと思われている。
隼人
番外編に登場した子供。母がおらず、一緒に銭湯に入ってくれた桜子に甘え、桜子の乳房を触ったり、吸ったりし「赤ちゃんがどこから産まれるのか？」も桜子の身体で教えてもらおうとした。実は母がいないというのは真っ赤な嘘であり、母親が来たことで嘘だったことが判明し、逃げるように帰っていった。

## 書誌情報
- マンサンコミックス『ボクの番台さん』実業之日本社
  1. 2005年3月28日初版発行 ISBN 4-408-16897-1
  2. 2006年1月20日初版発行 ISBN 4-408-16967-6
  3. 2006年9月29日初版発行 ISBN 4-408-17014-3
  4. 2007年9月29日初版発行 ISBN 978-4-408-17078-7（ISBN 4-408-17078-X）

- マンサンQコミックス（コンビニコミック）『ボクの番台さん』実業之日本社
  1. 2011年8月20日初版発行 ISBN 978-4-408-17334-4　（マンサンコミックス版の1・2巻を収録）
  2. 2011年9月21日初版発行 ISBN 978-4-408-17340-5　（マンサンコミックス版の3・4巻を収録）